# Primeiro Consistório Ordinário Público de 1925
Pio nomeou um par de cardeais arcebispos espanhóis em 30 de março de 1925. Ambos receberam seus birettas vermelhos em Madri do rei Afonso em uma cerimônia que incluiu um discurso do rei em latim.
O consistório anterior deixou o Colégio com 33 italianos e 33 não italianos. As mortes do irlandês Michael Logue em 19 de novembro e do italiano Oreste Giorgi em 24 de dezembro mantiveram esse equilíbrio. Este consistório deu aos não italianos uma maioria de 34 a 32.

## Cardeais Eleitores
| Nº                 | País               | Nome                         | Idade              | Cargo                | Título ou Diaconia                                               |
| Cardeais eleitores | Cardeais eleitores | Cardeais eleitores           | Cardeais eleitores | Cardeais eleitores   | Cardeais eleitores                                               |
| ------------------ | ------------------ | ---------------------------- | ------------------ | -------------------- | ---------------------------------------------------------------- |
| 1                  | Espanha            | Eustaquio Ilundain y Esteban | 62                 | Arcebispo de Sevilha | Cardeal-presbítero de São Lourenço em Panisperna                 |
| 2                  | Espanha            | Vicente Casanova y Marzol    | 70                 | Arcebispo de Granada | Cardeal-presbítero de Santos Vital, Valéria, Gervásio e Protásio |

## Link Externo
- «Catholic Hierarchy» (em inglês)